# 查令十字路84号
《查令十字路84号》（英語：84 Charing Cross Road），是美国作家海伦·汉芙（Helene Hanff）于1970年撰写的一本书籍，书中集结了二十餘年来，作者本人同英国伦敦的一名古书销售商法蘭克·鐸爾（Frank Doel）之间的书信往来，书名来自后者所经营的Marks & Co书店的地址。该书之后被改编成了电影和戏剧。
作者汉芙居住于美国纽约，由于无法在该地区找到所需的晦涩艰深的英国文学著作，偶然在《文艺周刊》上看到了一则Marks & Co.书店销售古书的广告，于1949年首次联系了该书店，随后得到了法蘭克的答复。这之后，不单单在两位主人公之间，在汉芙和这家书店的所有员工之间，发展出了一段远隔重洋的友情，他们彼此交换圣诞节礼物、生日礼物。英国在二战后陷入食品短缺，因而汉芙也常常随信附上一些食品包裹。他们在信中谈论的话题一般围绕着书籍，诸如约翰·唐尼布道书的不同版本，如何制作约克郡布丁（Yorkshire Pudding），洛杉矶道奇（Brooklyn Dodgers）或者是伊丽莎白二世的加冕典礼。
汉芙曾在书信中多次表示将到英国旅行，并且造访该书店。然后由于种种原因都未能成行。时过境迁，书店最终关门停业，而法蘭克和其他一些员工也相继下世。汉芙最终于1973年在出版商的赞助下拜访了查令十字路84号，此行一个月的日记随后集结成《The Duchess of Bloomsbury Street》一书出版。

## 原址現況
馬克思與科恩書店所在的五層樓建築仍在原址(51°30′49″N 0°07′45″W / 51.51365°N 0.12916°W)，在臨街的壁柱上有一塊圓形銅匾記錄這段故事且標記地點，1990年代該地轉為一間唱片行，後來陸續轉手成為零售商及餐廳，現在則是麥當勞餐廳。而紐約東72街305號那間漢芙從1956年開始居住並與書店通信的公寓，為了紀念她改名為「查令十字之家」。

## 改编

### 电视剧
休·怀特摩尔（Hugh Whitemore）根据《查令十字路84号》改编的连续剧，在1975年11月4日首次在BBC的系列节目《今日剧目》（Play for Today）中播出，主角分别由弗兰克·费雷（Frank Finlay）和安娜·杰克森（Anna Jackson）出演。

### 电影
怀特摩尔重新为1987年改编的电影撰写了电影剧本，并由安妮·班克罗夫特以及安东尼·霍普金斯担任主角。该片的主人公还包括了汉芙在曼哈顿的朋友、书店的员工以及弗兰克的妻子（由茱蒂·丹契饰演）。班考夫特凭借此片摘取了英国电影学院奖最佳女主角的桂冠，怀特摩尔和邓肯分获导演和协助演出的提名。電影在台灣上映時被譯為《迷陣血影》。
2016年由汤唯和吴秀波主演的电影《北京遇上西雅图之不二情书》，就是围绕这本《查令十字街84号》的书，讲述一对生活毫无交集的男女通过托马斯交换寄回的信进行交往走到了一起的故事，透过种种误会和波折，最终发现彼此是自己的灵魂伴侣。

### 戏剧
1981年，詹姆斯·罗斯-埃文（James Roose-Evans）将该书改编成了舞台剧，最初于索尔兹伯里剧场（Salisbury Playhouse）上演了只有两个演员的版本。在罗斯玛丽·丽琪（Rosemery Leach）和大卫·斯韦福特（David Swift）的加盟演出之下，该剧最终在伦敦西区上演。
15年之后，该剧作为百老汇音乐剧于1982年12月7日在尼德兰德剧院（Nederlander Theatre）上演，由艾倫·鮑絲汀（Ellen Burstyn）和约瑟夫·马宏（Joseph Maher）担任主演，共演出96场。

## 书中名句
《查令十字路84号》中最令爱书人感动的一句话写于全书的结尾：

你们若恰好路经查令十字路84号，代我献上一吻，我亏欠它良多！

If you happen to pass by 84 Charing Cross Road, kiss it for me! I owe it so much.

爱书人往往视之为全书精华，奉为圭臬。

## 評價
|                          | 一部獨特而教人哽咽、又令人捧腹的瑰寶。 |
| ——舊金山觀察報（英語：San Francisco Examiner） |                                        |

|                      | 二十世紀迷人的古典小品，使你重溫、咀嚼人情的溫婉……一帖化解劍拔弩張的柔軟劑。 |
| ——紐約時報（英語：New York Times） |                                                                              |